# Кастроконтріго
Кастроконтріго (ісп. Castrocontrigo) — муніципалітет в Іспанії, у складі автономної спільноти Кастилія-і-Леон, у провінції Леон. Населення — 917 осіб (2010).
Муніципалітет розташований на відстані близько 290 км на північний захід від Мадрида, 70 км на південний захід від Леона.
На території муніципалітету розташовані такі населені пункти: (дані про населення за 2010 рік)
- Кастроконтріго: 364 особи
- Морла-де-ла-Вальдерія: 18 осіб
- Ногарехас: 289 осіб
- Пінілья-де-ла-Вальдерія: 85 осіб
- Побладура-де-Юсо: 43 особи
- Торнерос-де-ла-Вальдерія: 118 осіб

## Демографія
Динаміка населення (INE ):